# Phil Kessel
Philip Joseph „Phil” Kessel (ur. 2 października 1987 w Madison, Wisconsin) – amerykański hokeista, reprezentant USA, dwukrotny olimpijczyk.
Jego brat Blake (ur. 1989), siostra Amanda (ur. 1991) i kuzyn David Moss (ur. 1981) także zostali hokeistami.

## Kariera
- Madison Capitols U18 (2002–2003)
- U.S. National U17 Team (2002–2003)
- U.S. National U18 Team (2003–2005)
- USNTDP Juniors (2005)
- University of Minnesota (2005−2006)
- Providence Bruins (2006)
- Boston Bruins (2006–2009)
- Toronto Maple Leafs (2009-2015)
- Pittsburgh Penguins (2015–2019)
- Arizona Coyotes (2019-)

W drafcie NHL z 2006 został wybrany przez Boston Bruins z numerem 5. Zawodnikiem tego klubu był przez trzy sezony do 2009 w lidze NHL. Od września 2013 zawodnik Toronto Maple Leafs. 1 października 2013, dzień przed jego 26. urodzinami, poinformowano, że przedłużył kontrakt z klubem o osiem lat. Od lipca 2015 zawodnik Pittsburgh Penguins. Pod koniec czerwca 2019 został przetransferowany do Arizona Coyotes.
Został reprezentantem USA. Występował w kadrach juniorskich kraju na mistrzostwach świata do lat 17 (2004), do lat 18 (2004, 2005) i do lat 20 (2005, 2006). W kadrze seniorskiej uczestniczył w turniejach mistrzostw świata w 2006, 2007, 2008 oraz zimowych igrzysk olimpijskich 2010, 2014.

## Sukcesy

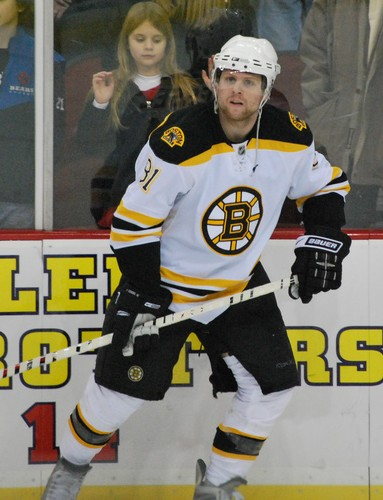
Phil Kessel w barwach Boston Bruins (2008)

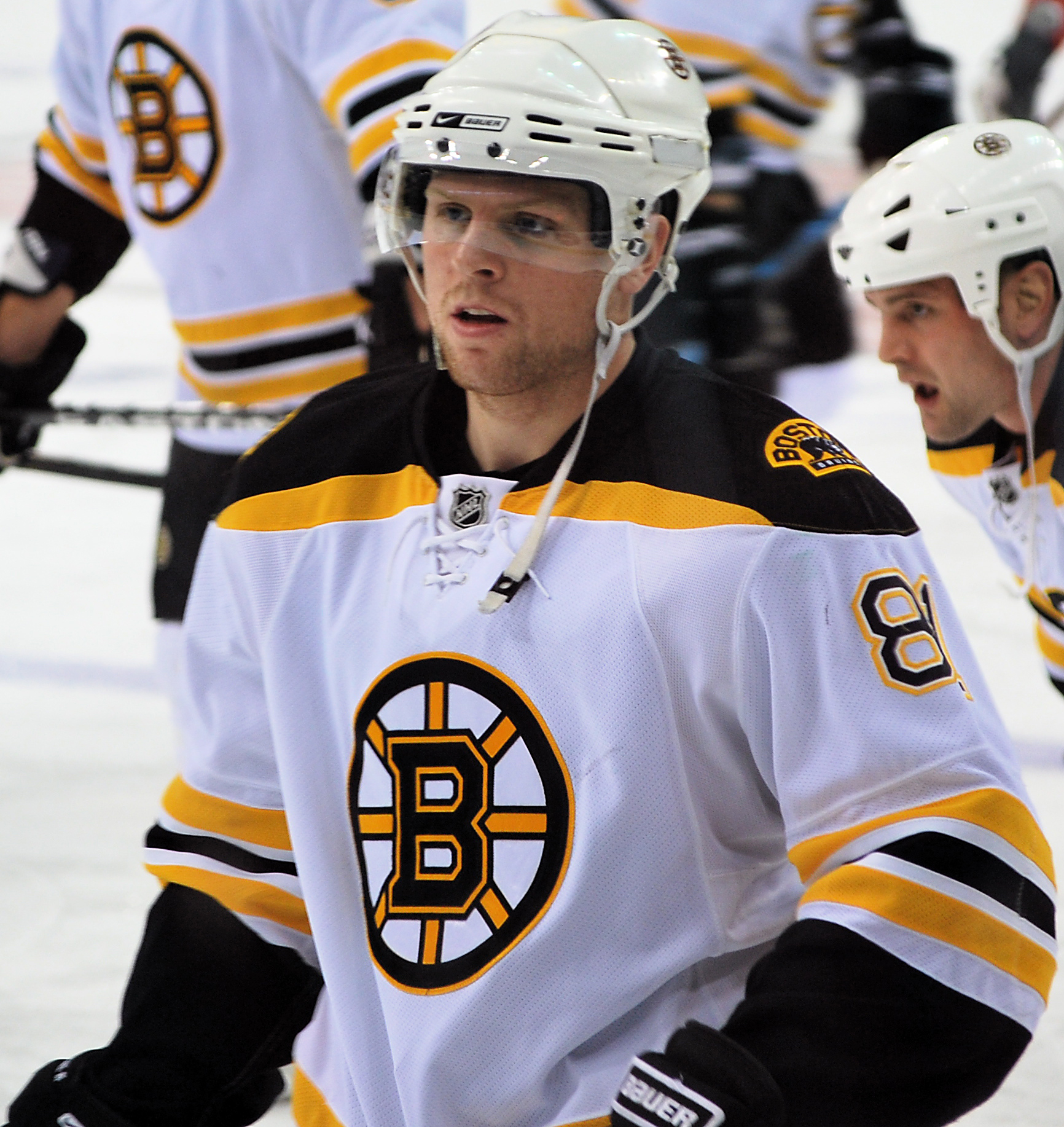
Phil Kessel w barwach Boston Bruins (2008)

Reprezentacyjne
- Srebrny medal mistrzostw świata juniorów do lat 18: 2004
- Złoty medal mistrzostw świata juniorów do lat 18: 2005
- Srebrny medal zimowych igrzysk olimpijskich: 2010

Klubowe
- Mistrzostwo dywizji NHL: 2009 z Boston Bruins
- Puchar Stanleya: 2016, 2017 z Pittsburgh Penguins

Indywidualne
- Mistrzostwa świata do lat 18 w 2004:
  - Pierwsze miejsce w klasyfikacji strzelców turnieju: 7 goli
  - Skład gwiazd turnieju
- Mistrzostwa świata do lat 18 w 2005:
  - Pierwsze miejsce w klasyfikacji strzelców turnieju: 9 goli
  - Pierwsze miejsce w klasyfikacji asystentów turnieju: 7 asyst
  - Pierwsze miejsce w klasyfikacji kanadyjskiej turnieju: 16 punktów
  - Pierwsze miejsce w klasyfikacji +/− turnieju: +10
  - Skład gwiazd turnieju
  - Najlepszy napastnik turnieju
- Sezon NCAA (WCHA) 2005/2006:
  - Skład gwiazd pierwszoroczniaków
  - Najlepszy pierwszoroczniak sezonu
- Mistrzostwa świata do lat 20 w 2006:
  - Pierwsze miejsce w klasyfikacji asystentów turnieju: 10 asyst
  - Pierwsze miejsce w klasyfikacji kanadyjskiej turnieju: 11 punktów
- Sezon NHL (2006/2007):
  - NHL YoungStars Roster
  - Bill Masterton Memorial Trophy
- Mistrzostwa Świata w Hokeju na Lodzie 2008/Elita:
  - Trzecie miejsce w klasyfikacji strzelców turnieju: 6 goli
- Sezon NHL (2010/2011):
  - NHL All-Star Game
- Sezon NHL (2011/2012):
  - NHL All-Star Game
- Hokej na lodzie na Zimowych Igrzyskach Olimpijskich 2014 – turniej mężczyzn:
  - Drugie miejsce w klasyfikacji strzelców turnieju: 5 goli
  - Pierwsze miejsce w klasyfikacji kanadyjskiej turnieju: 8 punktów
  - Trzecie miejsce w klasyfikacji +/− turnieju: +6
  - Najlepszy napastnik turnieju
  - Skład gwiazd turnieju
- Sezon NHL (2013/2014):
  - Druga gwiazda miesiąca – styczeń 2014